# 红旗街道 (佳木斯市)
红旗街道是中华人民共和国黑龙江省佳木斯市郊区下辖的一个街道办事处。

## 行政区划
红旗街道下辖以下村级行政区划单位：
北焦化社区、红旗社区、清源社区、新府社区、冬梅社区、新城社区、佳西社区、勤政社区、绿云社区、观湖社区、万象社区。